# Жуков, Андрей Васильевич
Андрей Васильевич Жуков (1 ноября 1900 года, с. Лещеевка, Васильсурский уезд, Нижегородская губерния, ныне в составе Сергачского района Нижегородской области — 4 января 1970 года, Москва) — советский военный деятель и участник Великой Отечественной войны, генерал-майор танковых войск (1954). Герой Советского Союза (28 апреля 1945).

## Начальная биография
Андрей Васильевич Жуков родился в семье крестьянина. Получил неполное среднее образование. После окончания начальной школы работал сельхозрабочим в родном селе Лещеевка.

## Военная служба

### Гражданская война и межвоенный период
В Красную Армию призван 14 июня 1919 года Васильсурским военкоматом в Нижегородской губернии. Служил красноармейцем 7-го Приволжского запасного стрелкового полка в городе Сызрань. В сентябре 1919 года был направлен на учёбу. В апреле 1920 года окончил курсы командного состава при штабе Туркестанского фронта.
Участвовал в боях Гражданской войны как во время учёбы на курсах, так и после их окончания, будучи командиром взвода 11-го Туркестанского стрелкового полка, и с мая 1921 по октябрь 1922 — 12-го Туркестанского стрелкового полка. В июне 1923 года окончил повторные курсы среднего комсостава. Назначен командиром взвода 3-го Туркестанского стрелкового полка 1-й Туркестанской стрелковой дивизии. Участвовал в боевых действиях против басмачей на Туркестанском фронте в Средней Азии.
С января 1925 года — командир взвода 41-го стрелкового полка 14-й стрелковой дивизии в Московском военном округе. С января 1930 года служил курсовым командиром в Горьковской пехотной школе имени И. В. Сталина. В 1929 году Жуков вступил в ряды ВКП(б).
В 1932 году окончил Ленинградские бронетанковые курсы усовершенствования комсостава и после их окончания переведён в бронетанковые войска. С июня 1932 года — командир взвода Горьковской бронетанковой школы имени И. В. Сталина. В мае 1933 года переведён в 35-ю стрелковую дивизию Особой Краснознамённой Дальневосточной армии: командир роты отдельного танкового батальона этой дивизии, с июля 1934 — начальник школы младших командиров дивизии, с июня 1936 — начальник штаба отдельного танкового батальона, с октября 1937 — помощник командира танкового батальона по материальному обеспечению, с марта 1939 — помощник командира танкового батальона по строевой части, с июня 1939 — командир отдельного танкового батальона. В октябре 1940 года назначен начальником 1-го отделения штаба автобронетанковых войск 15-й армии Дальневосточного фронта.

### Великая Отечественная война
С 10 июля 1941 года — заместитель командира 1-го запасного танкового полка на станции Завитая (ныне город Завитинск Амурской области). С 28 октября 1941 года — командир 74-й отдельной танковой бригады там же. В феврале 1942 года отозван с Дальнего Востока в Москву и в марте назначен командиром 89-й танковой бригады 1-го танкового корпуса.
Во главе бригады в апреле 1942 года прибыл на Брянский фронт, а в июне принял боевое крещение в ходе Воронежско-Ворошиловградской оборонительной операции. С ноября 1942 года воевал на Юго-Западном фронте в составе 5-й танковой армии, участвовал в наступлении советских войск под Сталинградом.
В декабре 1942 года был ранен, по выздоровлении направлен на учёбу. В июне 1943 года окончил Академические курсы усовершенствования офицерского состава при Военной академии механизации и моторизации РККА имени И. В. Сталина. Сразу же назначен командиром формирующейся в Московском военном округе 63-й механизированной бригады 7-го механизированного корпуса. После завершения формирования в октябре 1943 года бригада под его командованием А. В. Жукова вступила в бой на 2-м Украинском фронте (затем несколько раз передавалась с 2-го на 3-й Украинский фронт и обратно). Участвовал в Днепровско-Карпатской, Кировоградской, Ясско-Кишиневской, Дебреценской, Будапештской наступательных операциях.
Полковник Жуков, командуя 63-й механизированной бригадой, особо отличился во взаимодействии с другими советскими воинскими соединениями в ходе Дебреценской наступательной операции. В период с 6 по 25 октября 1944 года бригада нанесла противнику значительный ущерб в материально-техническом плане. Бригада успешно действовала в боях за освобождение городов Орадя (12 октября 1944 года) и Дебрецен (20 октября 1944 года). За отличия в этой операции он был представлен к званию Героя Советского Союза.
Указом Президиума Верховного Совета СССР от 28 апреля 1945 года за образцовое выполнение заданий командования и проявленные мужество и героизм в боях с немецко-фашистскими захватчиками полковнику Андрею Васильевичу Жукову присвоено звание Героя Советского Союза с вручением ордена Ленина (№ 45619) и медали «Золотая Звезда» (№ 7384).
9 апреля 1945 года полковник Жуков был тяжело ранен в ходе Братиславско-Брновской наступательной операции, два месяца лежал в госпитале, затем зачислен в распоряжение Управления кадров бронетанковых и механизированных войск.

### Послевоенная карьера
В сентябре 1945 года назначен заместителем командира 17-й механизированной дивизии. С апреля 1947 — командир 7-й механизированной дивизии 39-й армии Приморского военного округа. С июля 1948 по июль 1950 — командир 3-й танковой дивизии того же округа.
В 1951 году окончил Высшую военную академию имени К. Е. Ворошилова. С марта 1951 года — командир 26-й механизированной дивизии 19-го стрелкового корпуса в Закавказском военном округе. В декабре 1955 года генерал-майор танковых войск А. В. Жуков был уволен в запас.
Жил в Москве. Находясь на пенсии, Жуков вёл общественную работу при райвоенкомате. Умер 4 января 1970 года в Москве. Похоронен на Люблинском кладбище (участок 18).

## Память
В честь Жукова названы улицы в Москве, Сергаче и селе Лешеевка, а также школа в Москве и Лещеевская и Сосновская школы.

## Воинские звания
- капитан (17.02.1936)
- майор (16.07.1940)
- подполковник (18.11.1941)
- полковник (25.03.1943)
- генерал-майор танковых войск (31.05.1954)

## Награды
- Медаль «Золотая Звезда» Героя Советского Союза (28.04.1945);
- два ордена Ленина (21.02.1945, 28.04.1945);
- четыре ордена Красного Знамени (23.03.1943, 24.04.1944, 3.11.1944, 9.01.1945);
- орден Суворова 2-й степени (24.04.1944);
- орден Кутузова 2-й степени (13.09.1944);
- орден Красной Звезды;
- медали[1].